# Henry Gage
Henry Tifft Gage (Geneva, 25 dicembre 1852 – Los Angeles, 28 agosto 1924) è stato un politico statunitense.
È stato il governatore della California dal gennaio 1899 al gennaio 1903. Rappresentante del Partito Repubblicano, è stato inoltre ambasciatore (all'epoca nominato Ministro) per il Portogallo nel 1910.